# Says lag
Says lag är en ekonomisk sats av Jean-Baptiste Say (1767-1832). 1803 publicerade Say sitt främsta verk, Traite’ d’Economie Politique. I ett kort kapitel i den engelska översättningen (A Treatise on Political Economy, Book I, Chapter XV - Of the Demand or Market for Products) beskriver Say hur ”det är produktion som öppnar en efterfrågan på varor”, vilket senare fick benämningen Says lag. 
I allmänna ordalag säger Says lag att ”produktion skapar sin egen efterfrågan” eller mer populärt att ”utbudet skapar sin egen efterfrågan”. Says lag avser den aggregerade reala efterfrågan, vilket inte bör blandas ihop med den monetära efterfrågan. Says lag säger att en ökad produktion och ett ökat utbud av varor och tjänster på en aggregerad nivå skapar en ökad aggregerad real efterfrågan genom att prisnivån sjunker.